# Otto Bach (Komponist)
Otto Bach (* 9. Februar 1833 in Wien; † 3. Juli 1893 in Unterwaltersdorf, Niederösterreich) war ein österreichischer Komponist, Kirchenmusiker und Kapellmeister.

## Leben
Otto war der jüngste Sohn des Rechtsanwalts Michael Bach; seine älteren Brüder waren die späteren Politiker Alexander und Eduard. Seine Schulbildung erhielt er am Wiener Schottengymnasium.
Nach den politischen Ereignissen von 1848/49 begann Bach bei Simon Sechter in Wien Musik zu studieren. Weitere Studien führten ihn zu Adolf Bernhard Marx nach Berlin sowie zu Moritz Hauptmann nach Leipzig.
Privat war Bach seit 1864 mit Therese Bach-Marschner, der Witwe von Heinrich Marschner, verheiratet. Er pflegte auch engen Kontakt zur Familie von Franz von Hilleprandt, dessen Tochter Marie er einige Lieder widmete.
Mit 35 Jahren berief man 1868 Bach zum Direktor des Dommusikvereins und Mozarteums in Salzburg sowie zum Leiter der dortigen Liedertafel. Die Wirkungszeit in der Mozartstadt verlief unrühmlich und konfliktreich. Obgleich er als Orchesterleiter geschätzt war, kam es im Herbst 1872 zum Bruch mit der Liedertafel und in Folge zu Streitigkeiten, die auch öffentlich in den Zeitungen ausgetragen wurden. Indirekt begünstigte er durch seinen streitbaren Führungsstil aber auch die Gründung der Internationalen Mozartstiftung, des direkten Vorläufervereins der Internationalen Stiftung Mozarteum, die ein Gegenentwurf zum Dommusikverein als Trägerorganisation für die Schule Mozarteum und eine Stätte der Mozartpflege werden sollte. Wenige Wochen vor der Übergabe des Mozarteums an die Internationale Stiftung Mozarteum ging Bach 1880 endgültig wieder zurück nach Wien, wo er zehn Jahre Kapellmeister an der Votivkirche (Wien) sowie Lehrer an der Horak-Musikschule war. Außerdem leitete er von 1880 bis 1888 den Orchesterverein der Gesellschaft der Musikfreunde in Wien. Um 1890 zog sich Bach ins Privatleben zurück und starb sodann im Alter von 60 Jahren in Unterwaltersdorf, Niederösterreich.
Dr. Otto Bach liegt im Ehrengrab seines im November selben Jahres verstorbenen Bruders Alexander auf dem Wiener Zentralfriedhof begraben (Gruppe 21, Gruftreihe 1, Nr. 21).

## Werke
Als Dirigent galt Bach als bedeutend, als Komponist war er zu Lebzeiten in Österreich geschätzt und erfolgreich. Doch erlangte er darüber hinaus keine große Bekanntheit. Besonders seine frühen Lieder, die sich an Mendelssohn und Schumann orientieren, konnten Aufmerksamkeit erregen. Später wandte sich Bach der Neudeutschen Richtung zu.
Kritiker haben ihm wiederholt einen Mangel an selbständiger kompositorischer Erfindungsgabe vorgeworfen. So schreibt Eduard Hanslick über eine Symphonie von Otto Bach:

„… eine Symphonie von riesiger Dauer, offenbar mit verschwiegenem ‚Programm‘. Dieses Thauwetter von Schwulst, Lärm und Reminiscenzen analysieren zu wollen, wäre vergebliche Arbeit. Die trockenste Nüchternheit feiert hier mit wüster Phantastik ein anmuthloses Hochzeitsfest. Ein großes Orchester mit zwei Harfen, Ophicleide, großer Trommel und Becken ist in fortwährendem Tumult; aber alle Lärminstrumente des türkischen Reichs vermöchten diese Gedankenarmuth nicht zu maskiren. […] Es war uns zu Muth wie Einem, der vor dem Schlafengehen alle Wagner’schen Opern und einige Liszt’sche Symphonien dazu gehört hätte, und nun in wirrem Durcheinander davon träumt. Von einer künstlerischen Form ist da kaum zu reden; drei- bis viermal in jedem Stück glaubt man den Schluß gekommen, und – täuscht sich. […] Die Instrumentierung ist von erschreckender Rohheit, die Posaunen, Trompeten, Ophicleiden kommen nicht zu Athem – eine Panzerfregatte auf dem Stadtparkteich.“

An groß besetzter Kirchenmusik für Soli, Chor und Orchester komponierte Bach ein Te Deum (1856), eine Missa Solemnis in D (1869) und ein Requiem (1879). In seinem Werk finden sich aber auch mehrere Opern, darunter Sardanapal (Lord Byron, 1862, nicht aufgeführt) Lenore op. 30 (Otto Prechtler, UA 1874 in Gotha), Die Argonauten und Medea (beide Franz Grillparzer, 1876, nicht aufgeführt). Er vertonte auch Friedrich Hebbels Tragödie Die Nibelungen. Weiters komponierte Bach vier Symphonien, eine symphonische Dichtung Frühlings-Nahen, ein Violin- (1854) und ein Klavierkonzert (1870), ein Streichquartett in g-Moll (1851), ein Streichquintett in a-Moll (1864), Kammermusik, Klavier- und Chorwerke sowie zahlreiche Lieder. Ferner bearbeitete er mehrere Werke Mozarts.
Die meisten Werke von Otto Bach liegen heute in der Musiksammlung der Österreichischen Nationalbibliothek in Wien.